# Fejbiccentő izom

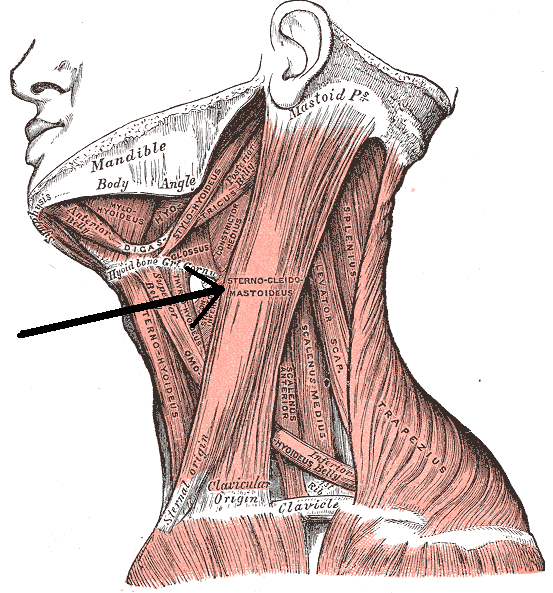
a fekete nyíl jelöli az izmot

A fejbiccentő izom (latinul musculus sternocleidomastoideus) a nyakban található izom.

## Elhelyezkedés
A nyak külső oldalán található kétoldalt. Latin neve azért olyan hosszú, mert tartalmazza az eredési és a tapadási helyét. Kéthasú izom, melynek mindkét része a halántékcsont (os temporale)  csecsnyúlványán (processus mastoideus) ered, de két helyen, a szegycsonton (sternum)  valamint a kulcscsonton (clavicula) tapad.

## Funkció
Egy oldalon működve: ellentétes oldalra forgatja a fejet. (Szegycsonti tapadás), valamint oldalra dönti a fejet (kulcscsonti tapadás)
Mindkét oldalon működve: nyak extensioja. 
Fekvő helyzetben, mindkét oldalon működve: fej emelése.
Leggyakoribb betegsége az ún muscularis torticollis (torticollis muscularis), melyet az izom ismeretlen eredetű (leggyakrabban születés közbeni sérülést valószínűsítenek) heges zsugorodása okoz. Ennek következménye a fejnek az érintett oldal irányába való dőlése, valamint az ép oldal irányába történő rotált helyzete, melyeket a beteg gyermek nem tud korrigálni. Enyhébb esetekben manuális kezeléssel (gyógytorna) kezelhető, míg a súlyosabb, vagy elhanyagolt elváltozásokat műtéttel (a hegesen zsugorodott izmok leválasztása) lehet gyógyítani.

## Beidegzés, vérellátás
Az arteria occipitalis és az arteria thyroidea superior látja el vérrel. A nervus accessorius (ez a XI. agyideg, ami magyarul járulékos ideg) idegzi be.